# Bünyadlı (Beyləqan)
Bünyadlı è un comune dell'Azerbaigian situato nel distretto di Beyləqan. Conta una popolazione di 2 270 abitanti.